# Municipio de Lake (condado de Roberts)
El municipio de Lake (en inglés: Lake Township) es un municipio ubicado en el condado de Roberts en el estado estadounidense de Dakota del Sur. En el año 2010 tenía una población de 249 habitantes y una densidad poblacional de 2,42 personas por km².

## Geografía
El municipio de Lake se encuentra ubicado en las coordenadas 45°26′58″N 96°47′27″O / 45.44944, -96.79083. Según la Oficina del Censo de los Estados Unidos, el municipio tiene una superficie total de 102.89 km², de la cual 95,39 km² corresponden a tierra firme y (7,29 %) 7,51 km² es agua.

## Demografía
Según el censo de 2010, había 249 personas residiendo en el municipio de Lake. La densidad de población era de 2,42 hab./km². De los 249 habitantes, el municipio de Lake estaba compuesto por el 97,99 % blancos, el 1,2 % eran amerindios, el 0,4 % eran asiáticos y el 0,4 % eran de una mezcla de razas. Del total de la población el 0 % eran hispanos o latinos de cualquier raza.